# Antonio Montalbán Gámez
Antonio Montalbán Gámez (Alcolea (Còrdova), 1946) és un polític i sindicalista valencià d'orige andalús.

## Biografia
El seu pare va ser bandejat sota control policial a una zona minera prop de Manresa per la seua activitat en el Partit Comunista d'Espanya, però es va escapolir a València, on es va establir clandestinament amb tota la família a principis de la dècada de 1960.
En 1964 va ser un dels fundadors de Comissions Obreres en el ram de la fusta, on va treballar fins a 1977. Va ser detingut en cinc ocasions per la seva activitat com a màxim responsable de CCOO del País Valencià, sent torturat per la Brigada Polític Social. Va participar en la històrica manifestació del Primer de maig de 1967 a València, i en diverses vagues importants. Antonio Montalbán va ser secretari general de Comissions Obreres del País Valencià entre 1978 i 1996, ocupant-se del desenvolupament del sindicat en la legalitat i organitzant tota la seva estructura confederal. En aquest temps, CCOO-PV es va consolidar en les eleccions sindicals com la primera força sindical al País Valencià i va portar a terme diverses vagues generals. En 1996 es va presentar a la reelecció en el congrés confederal de CCOO-PV, obtenint un 45% de vots però sent derrotat per la candidatura encapçalada per Joan Sifre.

## Trajectòria política
Antonio Montalbán és militant del PCE des de 1966 i d'EUPV i Izquierda Unida des de la seva creació en 1987. Des de 1999 a 2007 Antonio Montalbán va ser regidor d'Esquerra Unida en l'Ajuntament de València, on es va distingir per la seua oposició a les polítiques urbanístiques i socials de Rita Barberá (PP). Un dels episodis més coneguts de la seva labor d'oposició va ser el descobriment i denúncia de les obres municipals sobre les fosses comunes on es troben les restes dels republicans afusellats durant la postguerra, que finalment van ser paralitzades per la pressió ciutadana. Montalbán no va repetir com cap de llista en les eleccions municipals de 2007. Esquerra Unida, que presentava a Amadeu Sanchis, va quedar fora del consistori.
En el marc de la profunda crisi d'EUPV durant 2007, Montalbán va ser triat el 17 de novembre de 2007 per l'assemblea d'EUPV a Burjassot (l'Horta Nord), amb el suport de 320 dels 441 delegats acreditats, com cap de llista (en coalició amb Izquierda Republicana) per al Congrés dels Diputats per la circumscripció de València, substituint a Isaura Navarro. Montalbán comptava amb el suport del sector estructurat entorn del partit comunista. En aquesta assemblea no es va permetre la participació a militants crítics per no estar, segons la direcció d'EUPV, al corrent de les seves quotes. L'elecció no va ser ratificada inicialment per la Presidència Executiva federal d'Izquierda unida, la qual finalment va ordenar la convocatòria de primàries, decisió que la direcció d'EUPV va anunciar que recorreria judicialment, ja que entenia que la decisió no va ser presa per l'òrgan legitimat i que en qualsevol cas no va haver quorum (solament 30 dels 87 membres estaven presents). Les primàries van ser boicotejades per la direcció d'EUPV i van donar la victòria a Isaura Navarro. No obstant això, després que davant la demanda judicial d'EUPV per a suspendre les primàries ambdues parts acordessin en el jutjat prendre en consideració de forma preferent les candidatures triades per l'Assemblea, el 20 de gener de 2008 el Consell Polític Federal d'IU va ratificar aquestes candidatures i, per tant, a Antonio Montalbán com cap de llista.
Montalbán, no obstant això, no va aconseguir revalidar l'acta de diputat obtinguda per EUPV en les anteriors eleccions. Va obtenir 46.437 vots (3,13%), lluny dels resultats que van assegurar l'escó per a EUPV en 2004 (78.515 vots, 5,40%). Isaura Navarro, que va encapçalar la candidatura de la coalició Bloc-Iniciativa-Verds, va quedar molt per darrere de Montalbán amb 19.769 vots (1,33%).